# Armageddon (1999)
Armageddon (1999) foi um evento pay-per-view promovido pela World Wrestling Federation, ocorreu no dia 12 de dezembro de 1999 no National Car Rental Center em Sunrise, Florida. Esta foi a primeira edição da cronologia do Armageddon.

## Resultados
| #                              | Luta | Estipulação                                                                       | Tempo |
| ------------------------------ | --- | --------------------------------------------------------------------------------- | ----- |
| Sunday Night Heat              | Al Snow derrotou Test | Singles match                                                                     | N/A   |
| 1                              | The Acolytes (Bradshaw e Faarooq) foram os vencedores da Tag Team Battle Royal. Outros participantes:The Godfather e Mark Henry, The Headbangers (Mosh e Thrasher), Edge (lutador) e Christian, The Hardy Boyz (Matt e Jeff), The Dudley Boyz (Bubba Ray e D-Von), The Mean Street Posse (Pete Gas e Rodney), e Too Cool (Grand Master Sexay e Scotty 2 Hotty). | Tag Team Battle Royal por um luta pelo WWF Tag Team Championship no Royal Rumble. | 10:54 |
| 2                              | Kurt Angle derrotou Steve Blackman. | Singles match                                                                     | 06:56 |
| 3                              | Miss Kitty derrotou Ivory (c), Jacqueline e B.B. (com The Fabulous Moolah e Mae Young como árbitras especiais). | Four Corners Evening Gown Pool match pelo WWF Women's Championship                | 02:45 |
| 4                              | The Holly Cousins (Hardcore e Crash) derrotaram Rikishi e Viscera | Tag Team match                                                                    | 04:23 |
| 5                              | Val Venis derrotou The British Bulldog (c) e D'Lo Brown. | Triple Threat match pelo WWF European Championship                                | 08:20 |
| 6                              | Kane derrotou X-Pac. | Steel Cage match                                                                  | 08:12 |
| 7                              | Chris Jericho derrotou Chyna (c) (com Miss Kitty). | Singles match pelo WWF Intercontinental Championship                              | 10:17 |
| 8                              | The Rock 'n' Sock Connection (The Rock e Mankind) derrotaram The New Age Outlaws (Mr. Ass e Road Dogg) (c) por desqualificação. | Tag Team match pelo WWF Tag Team Championship                                     | 16:28 |
| 9                              | Big Show (c) derrotou The Big Boss Man (com Prince Albert) | Singles match pelo WWF Championship                                               | 03:11 |
| 10                             | Hunter-Hearst Helmsley derrotou Vince McMahon. | No Holds Barred match                                                             | 29:45 |
| (c) - Campeão(s) antes da luta | |                                                                                   |       |